# Anii 1320
Secole: Secolul al XIII-lea - Secolul al XIV-lea - Secolul al XV-lea
Decenii: Anii 1270 Anii 1280 Anii 1290 Anii 1300 Anii 1310 - Anii 1320 - Anii 1330 Anii 1340 Anii 1350 Anii 1360 Anii 1370
Ani: 1320 | 1321 | 1322 | 1323 | 1324 | 1325 | 1326 | 1327 | 1328 | 1329